# Jonathan Martinez
Pour les articles homonymes, voir Martinez.
Jonathan Martinez, né le 20 avril 1994 à Los Angeles en Californie, est un pratiquant américain d'arts martiaux mixtes (MMA). Il combat actuellement dans la division des poids coqs de l'Ultimate Fighting Championship.

## Biographie

### Jeunesse
Jonathan Martinez naît à Los Angeles. Sa mère, Maria Mendonza, est originaire de San Vicente au Salvador, et son père, Felix Martinez, est originaire du Mexique. Il passe son enfance en Californie et emménage à Plainview, au Texas, à l'âge de 13 ans.

### Carrière dans les arts martiaux mixtes

#### Débuts (2014-2017)
Jonathan Martinez fut champion des poids coqs et champion des poids mouches du Xtreme Fighting League, fédération de MMA basée en Oklahoma.

#### Parcours au sein de l'Ultimate Fighting Championship (2018-)
Jonathan Martinez rejoint l'Ultimate Fighting Championship (UFC) en 2018 avec un palmarès de 9 victoires pour 10 combats ; sa seule défaite résultant d'une disqualification contre Matt Schnell (en).
Il dispute son premier combat dans la fédération américaine le 27 octobre 2018, qu'il perd par décision unanime contre l'Américano-laotien Andre Soukhamthath (en).
Il décroche sa première victoire à l'UFC lors de son combat suivant, le 19 février 2019, en vainquant le Chinois Wuliji Buren (en) via décison unanime.
Cinq mois plus tard, le 13 juillet 2019, il s'impose face à Liu Pingyuan (en) par KO d'un coup de genou à la tête, au 3e round.
Le 8 février 2020, il perd face à Andre Ewell (en) via une décision partagée controversée, tous les médias spécialisés donnant Martinez vainqueur, et Joe Rogan vitupérant publiquement le résultat.
Le 1er août suivant, il vient à bout de Frankie Saenz (en) par KO technique au 3e round, en l'envoyant au tapis avec un coup de genou à la tête avant de lui porter une série de coups de poing au sol.
Le 18 octobre 2020, il vainc le Brésilien Thomas Almeida (en) via décision unanime.
Le 13 mars 2021, il s'incline contre Davey Grant (en) par KO d'un crochet du poing gauche, au 2e round.
Martinez enchaîne ensuite trois victoires par décision unanime, contre le Géorgien Zviad Lazishvili (tr) le 23 octobre 2021, le Mexicain Alejandro Pérez (en) le 26 février 2022, puis contre l'Américain Vince Morales (en) le 21 mai de la même année.
Le 15 octobre 2022, le natif de Los Angeles bat le vétéran Cub Swanson via KO technique par leg kicks. Signant la 14e victoire par leg kicks de l'histoire de l'UFC, Martinez décroche un bonus de Performance de la soirée.
Le 11 mars 2023, Martinez vainc le Russe Said Nurmagomedov (en) via décision unanime. À la suite de cette victoire, il fait son entrée dans le top 15 de la division à la 15e place, avant de monter à la 13e place en juillet 2023 à la suite des défaites d'Adrian Yañez contre Rob Font (en) et de Chris Gutiérrez (en) contre Pedro Munhoz.
Le 14 octobre suivant, il remporte un nouveau combat par KO technique via leg kicks contre Adrian Yañez, décrochant, par la même occasion, un nouveau bonus de Performance de la soirée, et devenant, avec Edson Barboza, l'un des deux seuls combattants à avoir plus d'une victoire par leg kicks dans l'histoire de la fédération.
Le 4 mai 2024, Jonathan Martinez fait face à l'ancien champion des poids plumes de l'organisation José Aldo, de retour après avoir annoncé sa retraite en septembre 2022. Martinez perd le combat via décision unanime.
Six mois plus tard, lors de l'UFC 309 le 16 novembre 2024, il est vaincu par Marcus McGhee via décision unanime, ne remportant que le 3e round à l'unanimité à l'aide de ses leg kicks. À la suite de cette défaite, Martinez quitte le top 15 de la division des poids coqs au bénéfice de McGhee.

## Palmarès en arts martiaux mixtes
| 25 combats           | 19 victoires | 6 défaites |
| Par KO               | 9            | 1          |
| Par soumission       | 2            | 0          |
| Sur décision         | 8            | 4          |
| Par disqualification | 0            | 1          |

| Résultat | Record | Adversaire         | Méthode                                           | Événement                                     | Date              | Round | Temps | Lieu                                | Notes                                       |
| -------- | ------ | ------------------ | ------------------------------------------------- | --------------------------------------------- | ----------------- | ----- | ----- | ----------------------------------- | ------------------------------------------- |
| Défaite  | 19–6   | Marcus McGhee      | Décision unanime                                  | UFC 309: Jones vs. Miocic                     | 16 novembre 2024  | 3     | 5:00  | New York, États-Unis                |                                             |
| Défaite  | 19–5   | José Aldo          | Décision unanime                                  | UFC 301: Pantoja vs. Erceg                    | 4 mai 2024        | 3     | 5:00  | Rio de Janeiro, Brésil              |                                             |
| Victoire | 19–4   | Adrian Yañez       | TKO (leg kick)                                    | UFC Fight Night: Yusuff vs. Barboza           | 14 octobre 2023   | 2     | 2:26  | Las Vegas, Nevada, États-Unis       | Performance de la soirée.                   |
| Victoire | 18–4   | Said Nurmagomedov  | Décision unanime                                  | UFC Fight Night: Yan vs. Dvalishvili          | 11 mars 2023      | 3     | 5:00  | Las Vegas, Nevada, États-Unis       |                                             |
| Victoire | 17–4   | Cub Swanson        | TKO (leg kick)                                    | UFC Fight Night: Grasso vs. Araújo            | 15 octobre 2022   | 2     | 4:19  | Las Vegas, Nevada, États-Unis       | Performance de la soirée.                   |
| Victoire | 16–4   | Vince Morales      | Décision unanime                                  | UFC Fight Night: Holm vs. Vieira              | 21 mai 2022       | 3     | 5:00  | Las Vegas, Nevada, États-Unis       |                                             |
| Victoire | 15–4   | Alejandro Pérez    | Décision unanime                                  | UFC Fight Night: Makhachev vs. Green          | 26 février 2022   | 3     | 5:00  | Las Vegas, Nevada, États-Unis       | Combat en poids plumes.                     |
| Victoire | 14–4   | Zviad Lazishvili   | Décision unanime                                  | UFC Fight Night: Costa vs. Vettori            | 23 octobre 2021   | 3     | 5:00  | Las Vegas, Nevada, États-Unis       |                                             |
| Défaite  | 13–4   | Davey Grant        | KO (coup de poing)                                | UFC Fight Night: Edwards vs. Muhammad         | 13 mars 2021      | 2     | 3:03  | Las Vegas, Nevada, États-Unis       |                                             |
| Victoire | 13–3   | Thomas Almeida     | Décision unanime                                  | UFC Fight Night: Ortega vs. The Korean Zombie | 18 octobre 2020   | 3     | 5:00  | Abou Dabi, Émirats arabes unis      | Combat en poids plumes.                     |
| Victoire | 12–3   | Frankie Saenz      | TKO (coup de genou à la tête puis coups de poing) | UFC Fight Night: Brunson vs. Shahbazyan       | 1er août 2020     | 3     | 0:57  | Las Vegas, Nevada, États-Unis       |                                             |
| Défaite  | 11–3   | Andre Ewell        | Décision partagée                                 | UFC 247: Jones vs. Reyes                      | 8 février 2020    | 3     | 5:00  | Houston, Texas, États-Unis          |                                             |
| Victoire | 11–2   | Liu Pingyuan       | KO (coup de genou)                                | UFC Fight Night: de Randamie vs. Ladd         | 13 juillet 2019   | 3     | 3:53  | Sacramento, Californie, États-Unis  | Performance de la soirée.                   |
| Victoire | 10–2   | Wuliji Buren       | Décision unanime                                  | UFC 234: Adesanya vs. Silva                   | 9 février 2019    | 3     | 5:00  | Melbourne, Victoria, Australie      |                                             |
| Défaite  | 9–2    | Andre Soukhamthath | Décision unanime                                  | UFC Fight Night: Volkan vs. Smith             | 27 octobre 2018   | 3     | 5:00  | Moncton, Nouveau-Brunswick, Canada  |                                             |
| Victoire | 9–1    | Randy Hinds        | Soumission (clé de bras)                          | Fist Fight Night 2: Pfister vs. Bennett       | 30 septembre 2017 | 1     | 0:56  | Amarillo, Texas, États-Unis         |                                             |
| Victoire | 8–1    | Jesse Cruz         | Soumission (clé de bras)                          | Combate Americas 5: Sanchez vs. Segura        | 18 avril 2016     | 1     | 2:17  | Los Angeles, Californie, États-Unis |                                             |
| Défaite  | 7–1    | Matt Schnell       | Disqualification (coup de genou illégal)          | Legacy FC 49: Krantz vs. Morono               | 4 décembre 2015   | 2     | 2:21  | Shreveport, Louisiane, États-Unis   |                                             |
| Victoire | 7–0    | Ryan Hollis        | Décision unanime                                  | GCS 3: Hub City Havoc                         | 25 avril 2015     | 3     | 5:00  | Lubbock, Texas, États-Unis          |                                             |
| Victoire | 6–0    | C.J. Vergara       | Décision partagée                                 | Fury Fighting 3                               | 24 janvier 2015   | 3     | 5:00  | San Antonio, Texas, États-Unis      |                                             |
| Victoire | 5–0    | Xavier Siller      | TKO (coups de poing)                              | XFL: Rage on the River 5                      | 15 novembre 2014  | 2     | 1:03  | Grant, Oklahoma, États-Unis         | Remporte le titre des poids coqs du XFL.    |
| Victoire | 4–0    | Adrian Hudson      | TKO (coups de poing)                              | XFL: Rage on the River 4                      | 27 juillet 2014   | 5     | 1:01  | Tulsa, Oklahoma, États-Unis         |                                             |
| Victoire | 3–0    | Micah Stockton     | TKO (coups de poing)                              | XFL: Rage on the River 3                      | 18 avril 2014     | 3     | 0:44  | Tulsa, Oklahoma, États-Unis         | Remporte le titre des poids mouches du XFL. |
| Victoire | 2–0    | Marshon Ball       | KO (coup de genou volant)                         | Rumble Time Promotions: Destruction           | 14 mars 2014      | 1     | 1:23  | Saint Charles, Missouri, États-Unis |                                             |
| Victoire | 1–0    | Archie Lowe        | KO (coup de genou volant)                         | C3 Fights: Border Wars 2014                   | 8 février 2014    | 2     | 2:21  | Newkirk, Oklahoma, États-Unis       |                                             |